# Федір Юрійович Шуйський
Федір Шуйський (рос. Фёдор Ю́рьевич Шу́йский; д/н — 1476) — останній великий князь Нижньогородсько-Суздальський у 1446—1447 роках.

## Життєпис
Онук Василя Дмитровича, князя Городецького. Син князя Юрія Васильовича Шуйського. Разом з братом Василем спадкував батькові в Шуйському уділі.
У 1445 році під час війни у великому князівстві Московському між Василем II і Дмитром Юрійовичем підтримав останнього. Завдяки цьому отримав велике князівство Нижньогородсько-Суздальське і право прямих зносин з Золотою Ордою та Казанським ханством. Тим більш, що з 1441 року Нижнім Новгородом та заволзькою частиною великого князівства володів хан Улуг-Мухаммед. Обмаль відомостей про дії Шуйського, але напевне не наважився відвоювати частину князівства, де все ще перебували казанці після смерті хана у 1445 році. Зміг зайняти Нижній Новгород, який в значній мірі було зруйновано.
У березні 1446 втратив Суздаль і Нижній Новгород. За цим велике князівство Нижньогородське було ліквідовано. Федір і Василь Шуйські перейшли на службу до Василя II.
Після смерті Василя II 1462 року продовжив служити його спадкоємцю Івану III. Призначається останнім у 1463 році воєводою. був спрямований до Пскова для підкріплення місцевої залоги для боротьби з Лівонським орденом. Проте невдовзі з лівонцями було укладено 9-річне перемир'я.
На прохання містян 29 квітня 1467 року Федір Шуйський призначений намісником Пскова. Займався вдосконаленням управління псковськими передмістями: у Гдов, Кобиле містечко, Ізборськ, Острів, Котельно, Брів, Вишгородок, Дубков, Вибір, Опочку він призначив своїх наместников. 1468 року відбулося зміцнення псковських укріплень. У 1469 році йшла реконструкція Великих воріт Крома. У 1472 брав участь у битві на річці Шелонь в складі московського війська, яке здолало новгородців.  Ймовірно через розподіл здобичі посварився з псковичами й 19 лютого цього ж року залишив місто. Подальша доля невідома.

## Родина
- Василь Китай (д/н—1496). намісник Новгорода і Пскова